# Alerta Rocket
Alerta Rocket es una banda peruana indie rock formada en el año 2008. Fundada y liderada por Ed Rocket.

## Historia
Luego de la separación de los integrantes de TK en junio de 2006, "Ed Rocket" (ganador de dos premios MTV Latino con TK e hijo de Coco Guerra, fundador de la exitosa agrupación de los 60 'Los Silvertons') decide iniciar un nuevo proyecto musical. Fue así que, en el 2008, forma Alerta Rocket. Luego de varias audiciones, "Ed Rocket" logra completar la formación de Alerta Rocket y lanza su primer álbum bajo el sello independiente Fans Music que fue grabado en Lima y masterizado en estudios "El Pie" de Buenos Aires.
A finales de ese año, Alerta Rocket consigue su primer logro, al ubicar la canción "Let me Try" dentro del Top1,500 del Billboard World Song Contest del 2008.
A inicios del 2009, la banda estrenó su primer sencillo "Beiby" y, en mayo del mismo año, el videoclip del tema que fue filmado en locaciones emblemáticas como el Centro Histórico de Lima y presentado oficialmente en un concierto realizado en la Discoteca Vocé del Distrito de Lince.
Dada la buena aceptación de la banda en el mercado peruano, a finales de octubre de 2009, la banda realizó su primera gira internacional que tuvo como primer país a la Argentina.  Durante la gira, Alerta Rocket se presentó en distintas radios, y escenarios como el reconocido The Roxy Live de la ciudad de Buenos Aires.
Luego de varias semanas en el Top10 de la cadena MTV Los 10 + pedidos, "Beiby" se ubicó en el puesto #26 de Los 100 + pedidos del 2009 e ingresó también al canal mexicano Ritmoson Latino, donde hizo su estreno oficial en el programa La Estación.
A finales del 2009, Alerta Rocket recibió el patrocinio de la reconocida marca de microfonía y sistemas inalámbricos Shure.
En marzo de 2010, la banda lanzó su segundo sencillo "Dame mil" que fue estrenado a nivel nacional e internacional. y cuyo videoclip logró ubicarse por más de siete semanas ininterrumpidas en el Top10 de la cadena MTV Los 10 + pedidos.  Ese mismo año, Alerta Rocket fue elegido para presentarse en el evento Super Model of World (Ford Models) que fue transmitido a nivel nacional por Panamericana Televisión.
En septiembre de 2010, Alerta Rocket fue elegido como parte de la banda sonora de la primera novela de MTV Latinoamérica llamada Niñas mal con todo su primer álbum. Esta novela fue estrenada en todas las señales de MTV Latinoamérica, MTV Tr3s y las señales de MTV Europe y Asia.
A finales de ese año, "Dame Mil" ocupó el puesto #24 en Los 100 + pedidos del 2010 e ingresó a canales musicales como Telehit presentado por Uriel y Ritmoson Latino.
En el 2011, se sumó como patrocinador la importante marca de guitarras Epiphone.
En el 2012, Alerta Rocket visitó nuevamente Argentina, donde logró una gran aceptación con presentaciones en vivo en lugares emblemáticos como The Roxy Live (BsAs), Teatro Dardo Rocha (La Plata), Lomas de Zamora, entre otros; y también visitó por primera vez Uruguay donde ofreció un concierto en el Bluzz Live de Montevideo, lugar donde meses después tocaron artistas reconocidos como Gilby Clarke y New Order.
El 3 de julio de 2013, Alerta Rocket lanzó oficialmente su segunda producción discográfica en la Argentina con un showcase en The Roxy de la ciudad de Buenos Aires para prensa y fanes con venta en Ticketek.  Al mismo tiempo, realizaron un acústico en vivo para todo el país en el programa "De 1 a 5" del canal C5N y visitaron distintos medios de comunicación como radios, televisión, medios impresos e Internet.
El 13 de marzo de 2014, Alerta Rocket lanzó oficialmente su nuevo sencillo 'Lo Sientes' en pre orden vía iTunes y en abril iniciaron el  #TourIndieRocks con un showcase en Lima (Perú) para prensa e invitados en una de las salas de UVK Multicines Larcomar para luego visitar países como Argentina, Uruguay, Chile, México, Estados Unidos, entre otros.
En abril de 2015, Alerta Rocket inició presentaciones en las cuatro sedes de la Universidad Peruana de Ciencias Aplicadas. La gira empezó el 24 de abril en la sede San isidro. El 29 de mayo se presentaron en la rotonda de la sede Monterrico; el 28 de agosto, en la sede Chorrillos y, finalmente, el 23 de octubre en la sede San Miguel ante cientos de seguidores de la banda.
El 26 de octubre del mismo año, la banda visitó por cuarta vez la Argentina con shows en La Viola Bar, Rocket Bar y Buddha Bar; así como entrevistas en FM Radio Palermo, Radio Nacional, entre otros medios.
En febrero de 2016, Alerta Rocket lanzó el videoclip oficial de "Lo Sientes" a través del canal oficial en VEVO.  Este es un videoclip lleno de sensualidad y lujuria donde Ed Rocket (vocalista y líder de la banda) tiene escenas con la ex miss Perú Jimena Elías Roca.
Para el 2017, Alerta Rocket continuó con la gira; esta vez, por las sedes de Monterrico, Villa, San Miguel y San Isidro de la Universidad Peruana de Ciencias Aplicadas (UPC), que tuvo una gran acogida y en donde los estudiantes universitarios tuvieron la oportunidad de comprar merchandising y autografiar sus discos.
Luego de una larga espera, Alerta Rocket ingresa a los estudios de grabación para producir su nuevo álbum Lado A.  Este nuevo álbum fue grabado en El Pie Recording Studios (Buenos Aires, Argentina) y Hit Box Recording Studios (Lima, Perú) entre octubre de 2018 y febrero de 2019.
A finales del 2019, Alerta Rocket lanza el primer adelanto de Lado A, Deja Vu en todas las plataformas digitales e inicia promoción a nivel nacional.  Al mismo tiempo, participa del Tusan Music Sessions en el Gran Teatro Peruano Chino junto con Chow Wha y Kenneth con un lleno total.
Para inicios 2020, Alerta Rocket anuncia el showcase de lanzamiento de Lado A que se iba realizar el 19 de marzo de 2020 en Selina de Miraflores; sin embargo, debido al inicio de una cuarentena estricta en Perú por motivo de la pandemia del COVID-19, se decidió cancelar el evento.  Ese mismo día, se lanzó Lado A en todas las plataformas digitales y el 15 de mayo del mismo año, mientras seguía el Estado de Emergencia y cuarentena estricta, Alerta Rocket lanza su nuevo video musical Deja Vu con mucha expectativa y gran acogida por parte del Rocket Army.
A mediados de junio, Alerta Rocket lanza la versión acústica de Deja Vu como parte de su participación en los Hit Box Acoustic Sessions en todas las plataformas digitales y un video musical en YouTube. Al mismo tiempo, inicia la difusión de Lado A en distintos medios de Argentina.
Para agosto de 2020, Alerta Rocket anuncia la edición física CD deluxe, limitada e innovadora de Lado A en formato paper art pop up que es el arte de realizar figuras tridimensionales en papel u otro material.  Esta edición física es la primera en su género.  Ese mismo año, Alerta Rocket es Nominado a la 21.ª Entrega Anual del Latin Grammy en la categoría 'Mejor Diseño de Empaque'.
En mayo de 2021, Alerta Rocket lanzó su nuevo video musical de la canción Mr Casablanca cuya temática se centra en la corrupción, el poder y la decadencia de valores en la sociedad mundial.  Éste es el primer video animado en 2D de la agrupación.

## Discografía
- Alerta Rocket (2009)
- Indie Rocks (2014)
- Deja Vu (2019)
- Lado A (2020)
- Deja Vu acústico (2020)

## Videos musicales
- Beiby (2009)
- Dame Mil (2010)
- Dulce Invierno (2012)
- Lo Sientes (2014)
- Despiértame (2017)
- Deja Vu (2020)
- Deja Vu (Hit Box Acoustic Sessions) (2020)
- Lado A (El Pie Recording Studios) (2020)
- Mr Casablanca (2021)